# Simulium pufauense
Simulium pufauense är en tvåvingeart som beskrevs av Craig 1997. Simulium pufauense ingår i släktet Simulium och familjen knott. Inga underarter finns listade i Catalogue of Life.